# 다카오카 요헤이
다카오카 요헤이(일본어: 高丘 陽平, 1996년 3월 16일 ~ )는 일본의 축구 선수로 현재 메이저 리그 사커의 밴쿠버 화이트캡스에서 골키퍼로 활동하고 있다.

## 구단 경력
그는 2014년부터 2022년까지 J리그의 요코하마 FC, 사간 도스, 요코하마 F. 마리노스에서 활동하였다.